# Hans Gugger
Hans Gugger (* 26. Februar 1921 in Gysenstein, Konolfingen; † 5. April 2006 in Ittigen) war ein Schweizer nebenberuflicher Historiker, der besonders als Erforscher des Orgelbaus und der bernischen Kultur- und Heimatgeschichte hervortrat.

## Leben
Gugger, Sohn eines Lehrers, verfügte über Zeichentalent und einen ausgeprägten Sinn für Technik. Neben seiner Berufstätigkeit bildete er sich in den verschiedenen Arten und Techniken bildnerischen Gestaltens aus und beschäftigte sich mit Kunstgeschichte. Der Werdegang vom Lehrling zum Direktor in der Verlagsbranche, die während der letzten Jahrzehnte von umwälzenden technologischen Neuerungen geprägt wurde, weist auf Guggers Schaffenskraft und Fähigkeiten hin, Neues zu erarbeiten. Ein halbes Jahrhundert arbeitete Gugger in der Firma Stämpfli AG. Neben der Geschichte der Bauernhäuser, vorab im Kanton Bern, galt sein Interesse schon früh der Entwicklung des Orgelbaus. Dies kam auch seiner Liebe zur Musik, vor allem von Johann Sebastian Bach, entgegen. Dabei besuchte er Kirchen in der ganzen Schweiz, wie auch im Ausland und erforschte, meist bei Privaten, auch die Emmentaler Hausorgeln. Das Ergebnis dieser aufwändigen Arbeit war sein Hauptwerk: Die bernischen Orgeln (1977). Für dieses grosse und grundlegende Werk wurde ihm 1980 das Ehrendoktorat der Universität Bern verliehen. Nach jahrelanger Erforschung der Geschichte und Entwicklung der noch jungen Gemeinde Ittigen hat er 1998 die erste quellenbasierte Ortsgeschichte über seinen Wohnort Ittigen verfasst. Für seine Verdienste in der Forschung um die Kulturgüter des Kantons Bern erhielt er 1998 die Justinger-Medaille des historischen Vereins. Hans Gugger war Mitbegründer, Sänger und langjähriger Präsident des 2003 nach 38-jährigem Bestehen aufgelösten «Singkreises Ittigen».

## Ehrungen
- 1980: Ehrendoktorwürde der Evangelisch-theologischen Fakultät der Universität Bern
- 1998: Justinger Medaille des Historischen Vereins des Kanton Bern
- 2009 benannte die Gemeinde Ittigen die Treppe zwischen Papiermühle und Rain nach ihm.

## Werke (Auswahl)
- Ittigen, eine junge Gemeinde mit alter Geschichte. ISBN 3-7272-9277-6.
- Die Bernischen Orgeln, Die Wiedereinführung der Orgel in den reformierten Kirchen des Kantons Bern bis 1900. ISBN 3-7272-9265-2.
- mit Regula Hug und Hans Maurer: Kulturführer Münsingen. Schweizerische Kunstführer Serie 57, Nr. 568, ISBN 3-85782-568-5.
- mit Christoph Waber: Die Pfarrkirche von Wohlen. Schweizerische Kunstführer; Serie 57, Nr. 568, ISBN 3-85782-568-5.